# Kropîvșciîna, Ivanîci
Kropîvșciîna (în ucraineană Кропивщина) este un sat în comuna Hreadî din raionul Ivanîci, regiunea Volînia, Ucraina.

## Demografie
Componența lingvistică a localității Kropîvșciîna
     Ucraineană (97,95%)
     Rusă (1,71%)
     Alte limbi (0,34%)
Conform recensământului din 2001, majoritatea populației localității Kropîvșciîna era vorbitoare de ucraineană (97,95%), existând în minoritate și vorbitori de rusă (1,71%).